# 臺北市立永吉國民中學
臺北市立永吉國民中學（英文：Taipei Municipal Yong-Ji Junior High School），是位於臺北市信義區的一所國民中學。

## 沿革
民國六十六年七月一日正式成立，首任校長陳必讀先生。

## 歷任校長
| 任別 | 姓名   | 任職時間 |
| ---- | ------ | -------- |
| 1    | 陳必讀 | 1977年   |
| 2    | 趙吉林 | 1988年   |
| 3    | 徐月娥 | 1997年   |
| 4    | 林美雲 | 2003年   |
| 5    | 林採有 | 2009年   |
| 6    | 陳傳貴 | 2011年   |
| 7    | 賴宏銓 | 2015年   |
| 8    | 謝丞韋 | 2019年   |

## 外部連結
- 臺北市立永吉國民中學 （页面存档备份，存于）
- YouTube上的臺北市立永吉國民中學官方頻道
- 永吉國中活動紀錄專區的Facebook專頁